# ブレンバーテ
ブレンバーテ（伊: Brembate  ( 音声ファイル)）は、イタリア共和国ロンバルディア州ベルガモ県にある、人口約8,400人の基礎自治体（コムーネ）。

## 地理

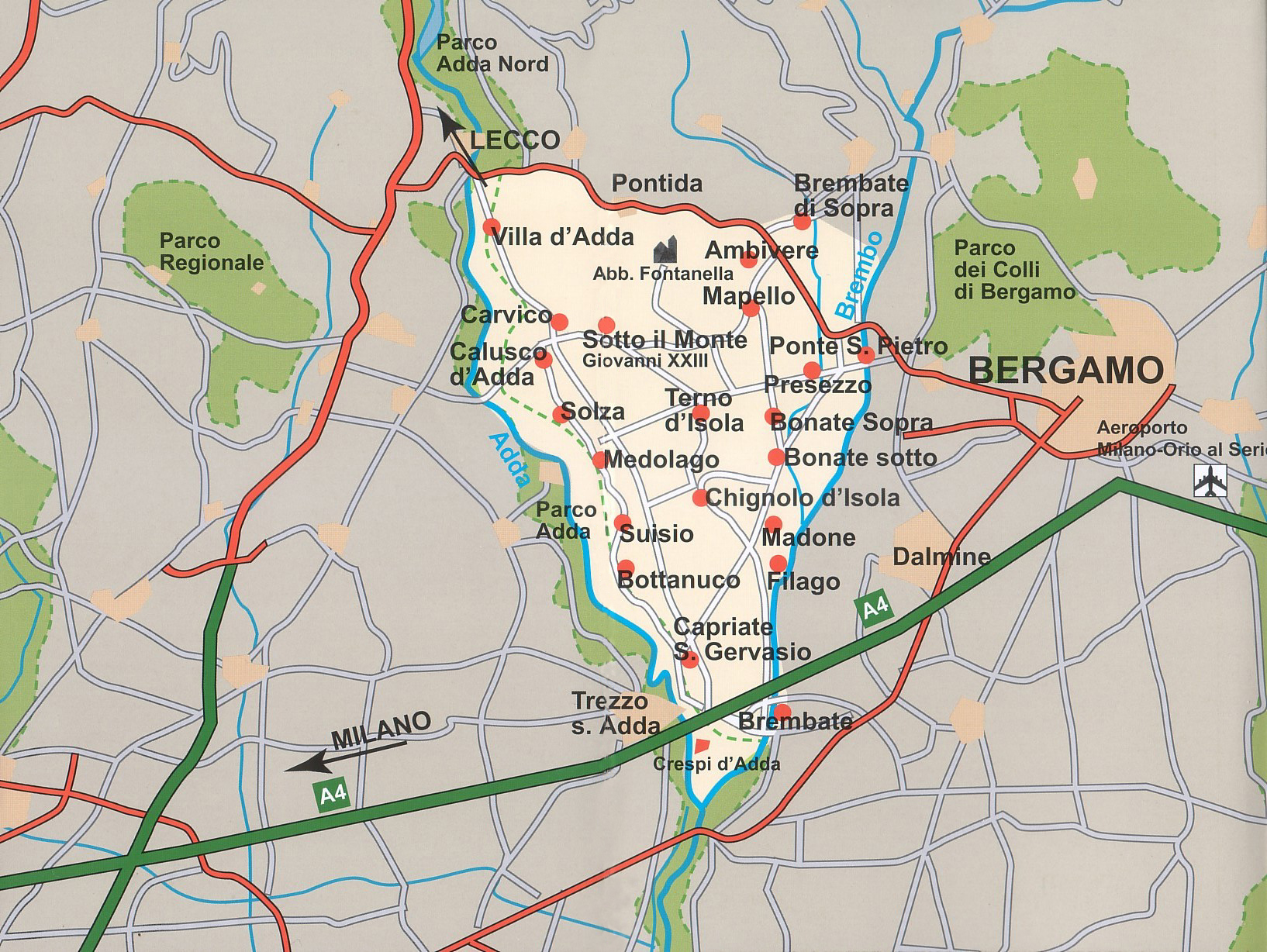
イーゾラ・ベルガマスカ地方

### 位置・広がり
ベルガモ県南西部、イーゾラ・ベルガマスカ地方のコムーネ。県都ベルガモから南西へ14km、州都ミラノから東北東へ33kmの距離にある。

#### 隣接コムーネ
隣接するコムーネは以下の通り。
| - ボルティエーレ - カノーニカ・ダッダ - カプリアーテ・サン・ジェルヴァージオ - フィラーゴ - オージオ・ソット - ポンティローロ・ヌオーヴォ |

### 地震分類
イタリアの地震リスク階級 (it) では、3 に分類される
。

## 写真

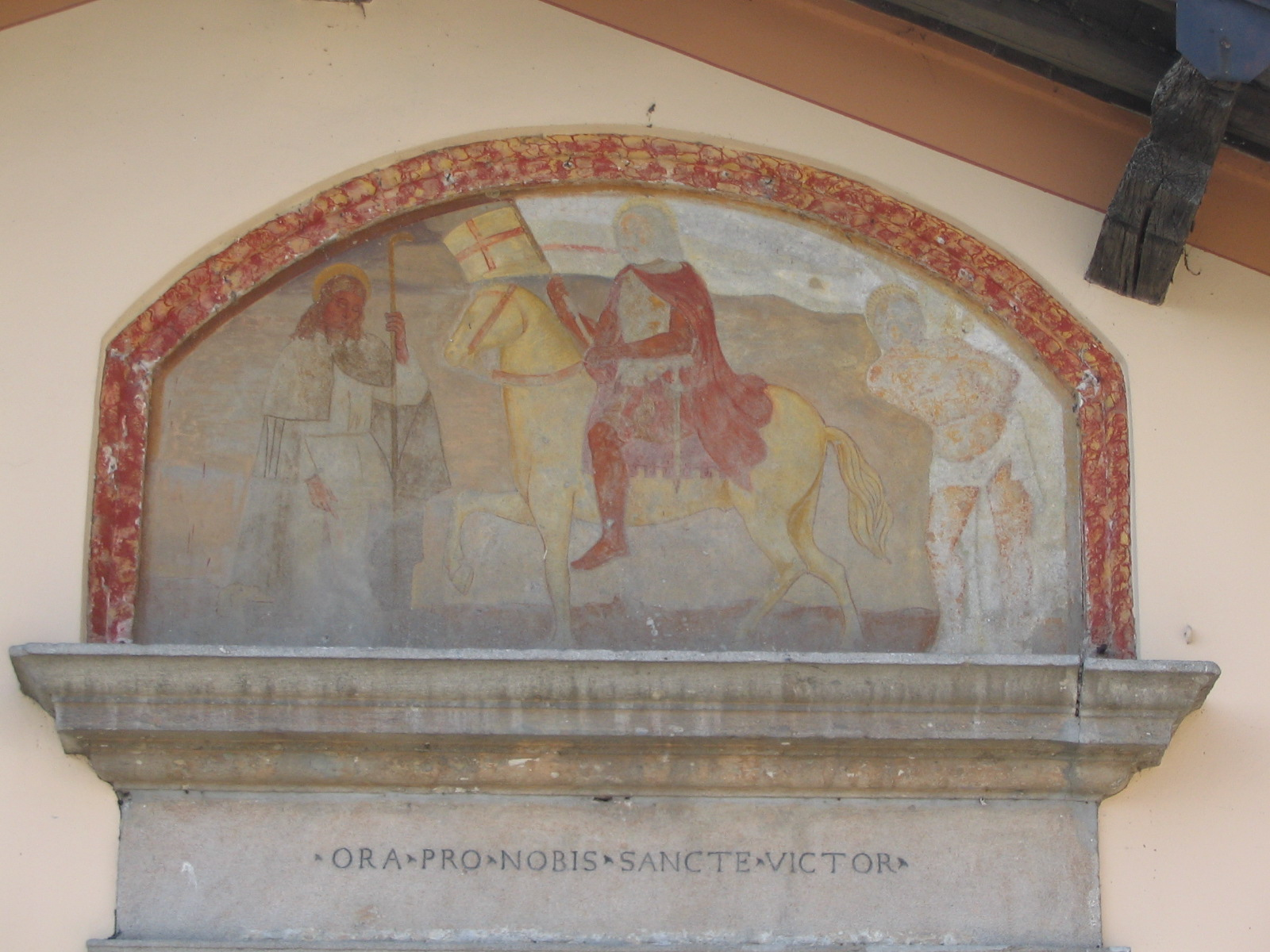
S. Vittore
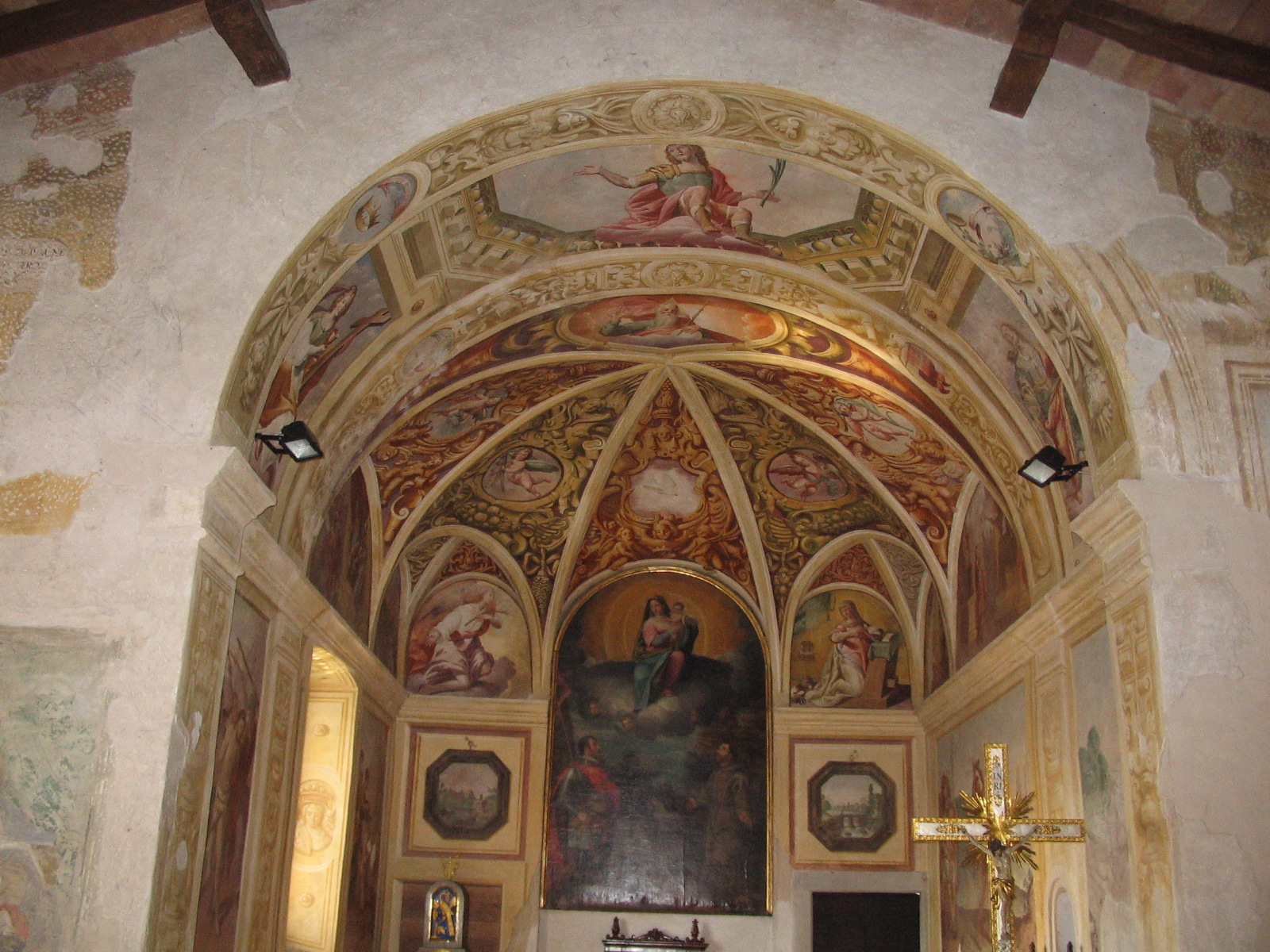
Abside
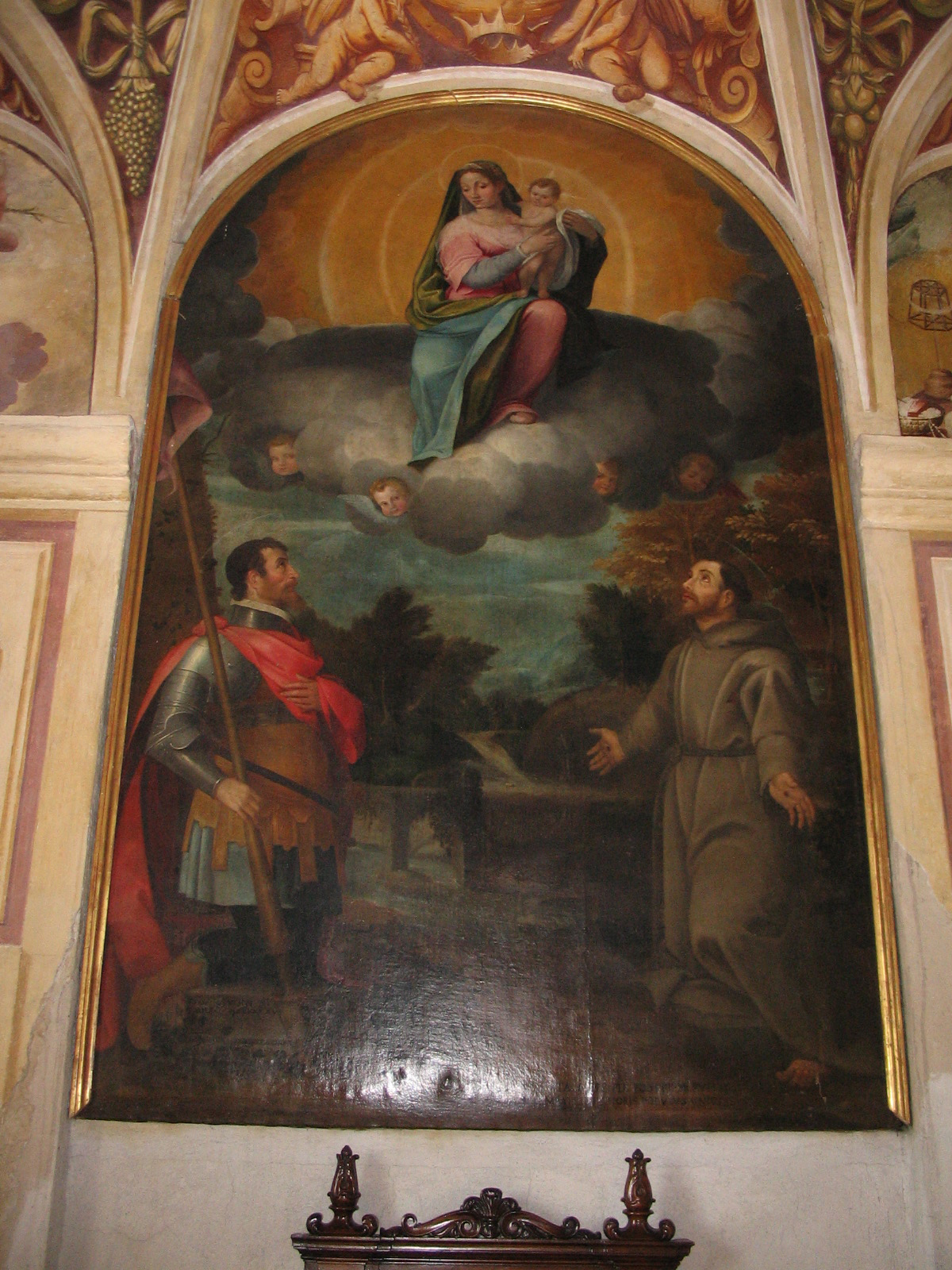
Abside partic.
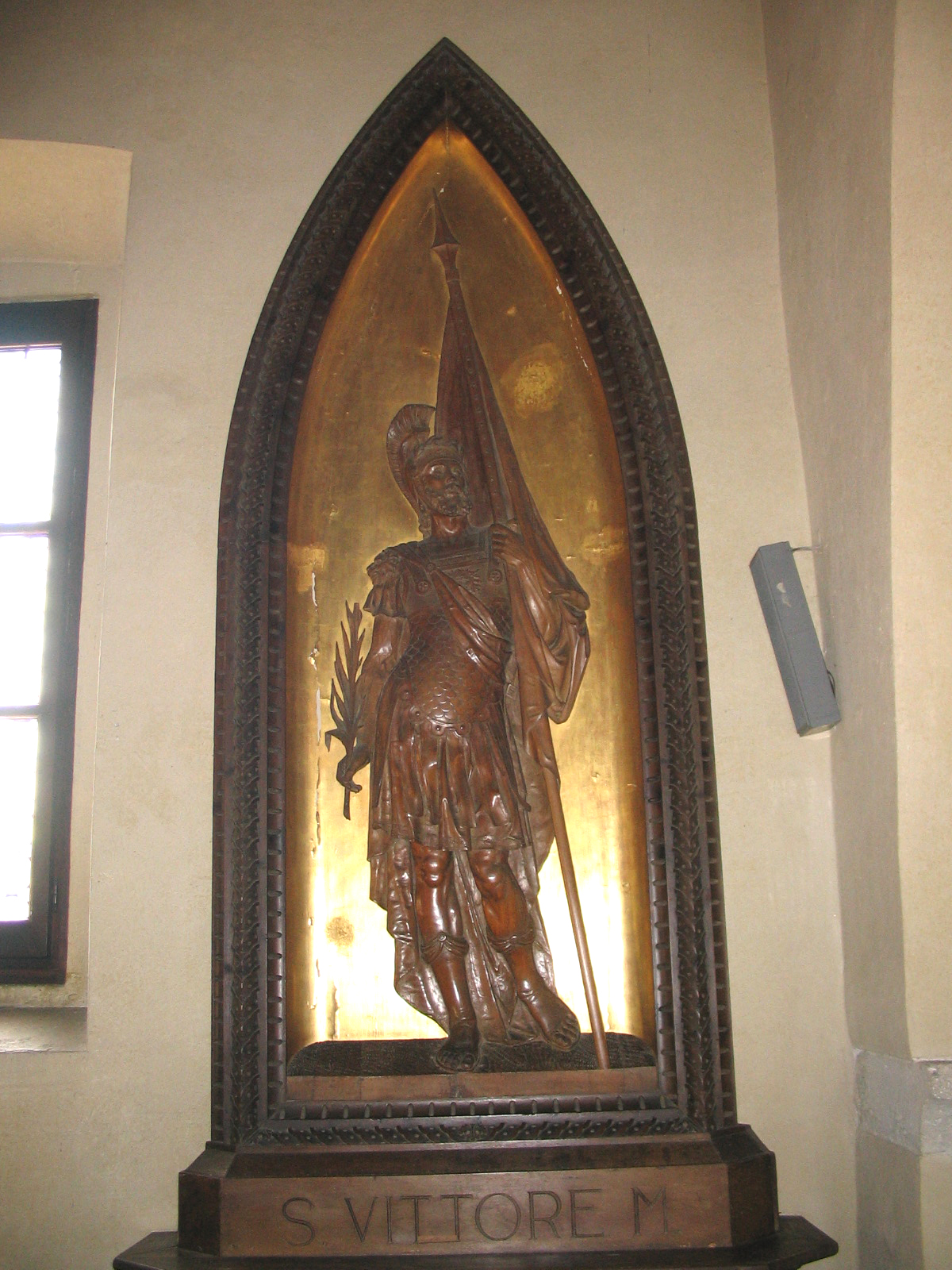
S. Vittore
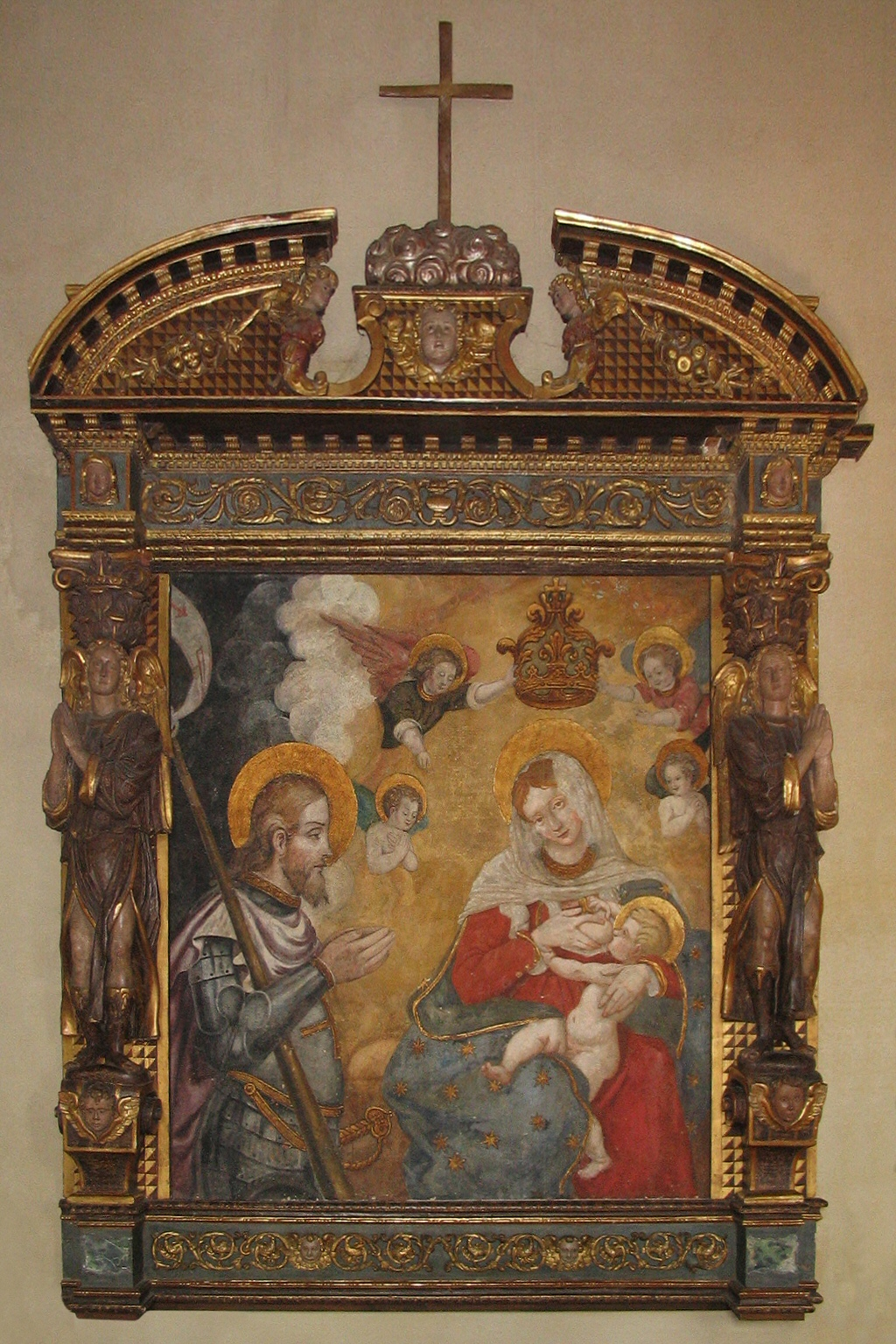
S. Vittore
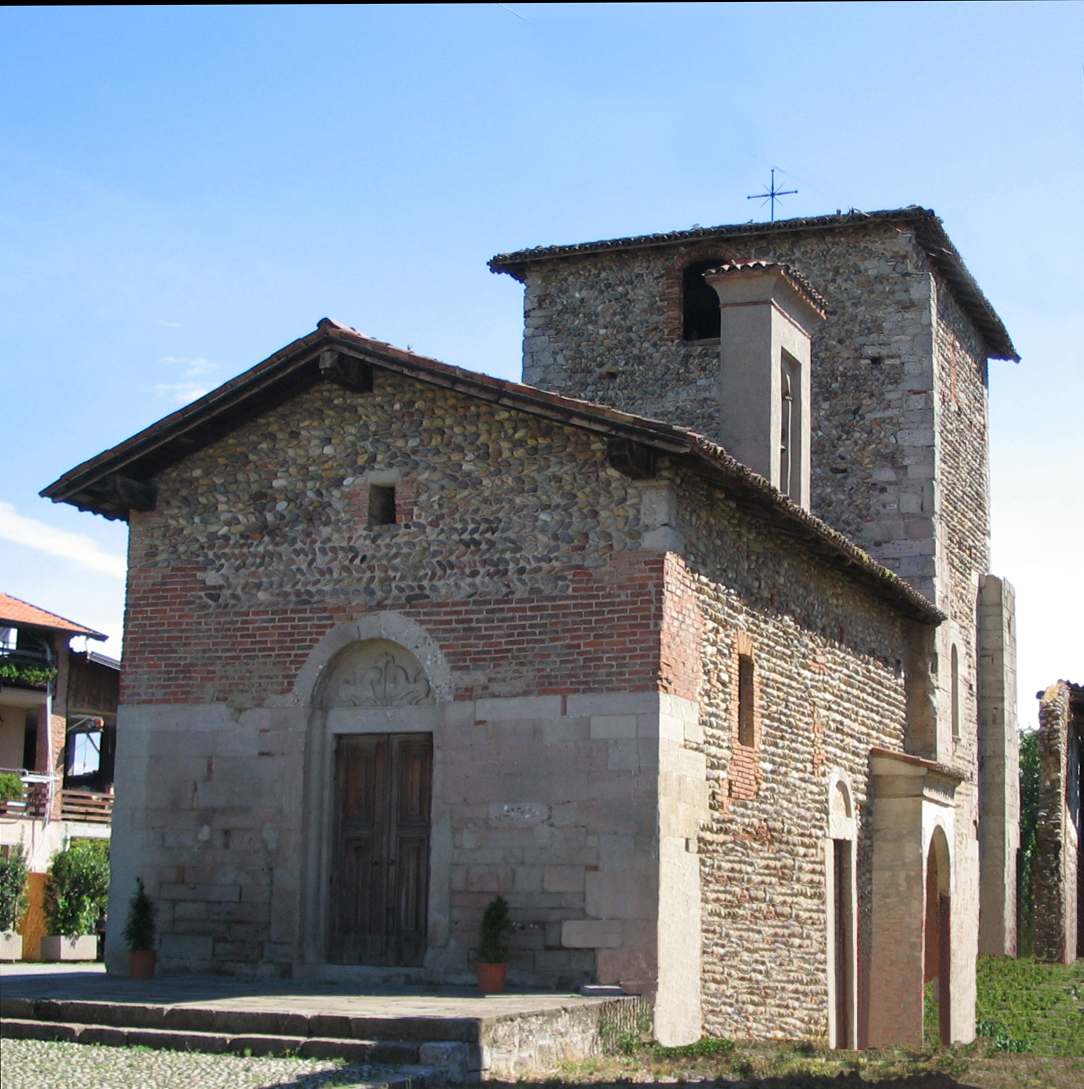
SS Fermo e Rustico, Grignano
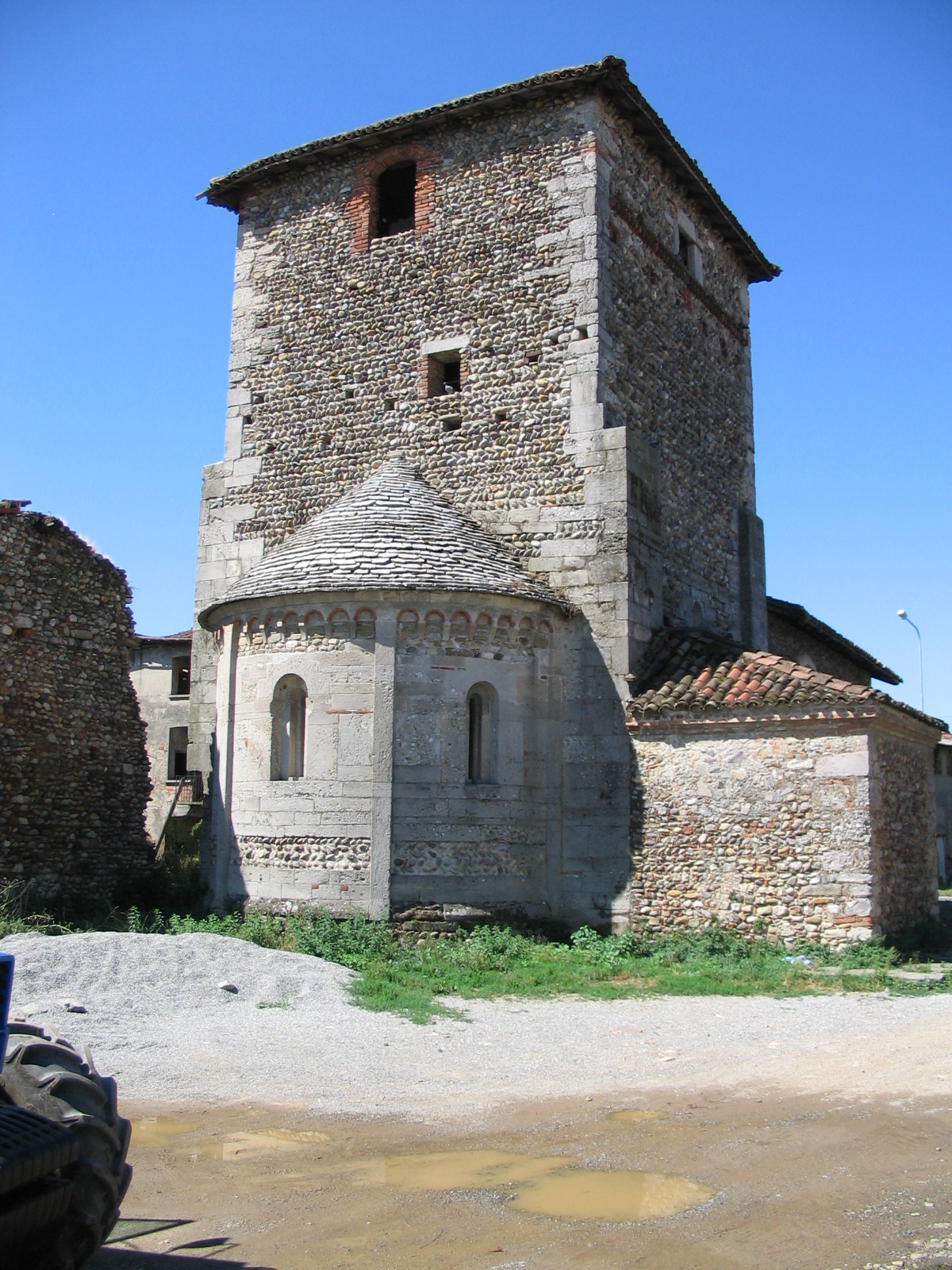
SS Fermo e Rustico
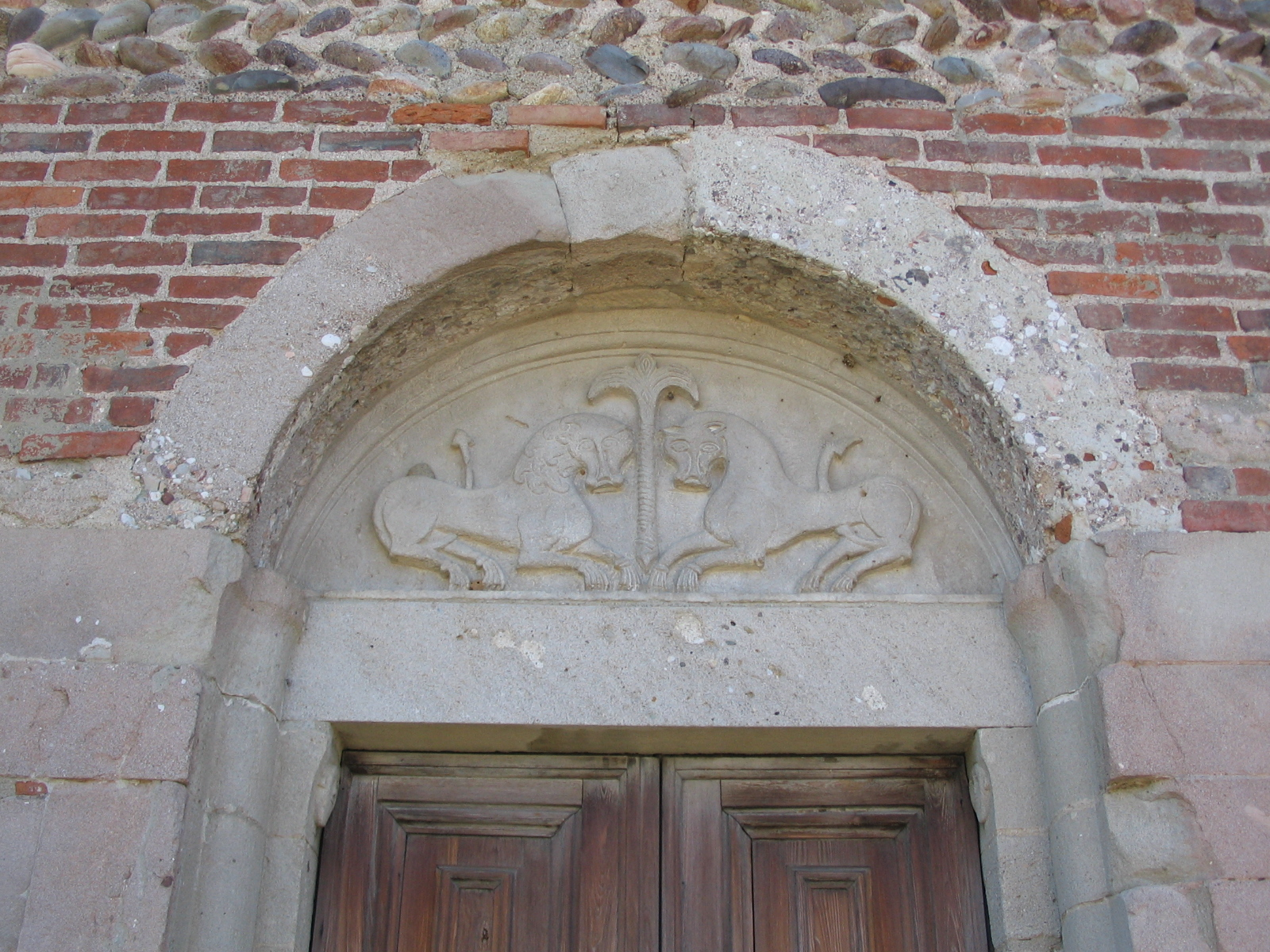
SS Fermo e Rustico
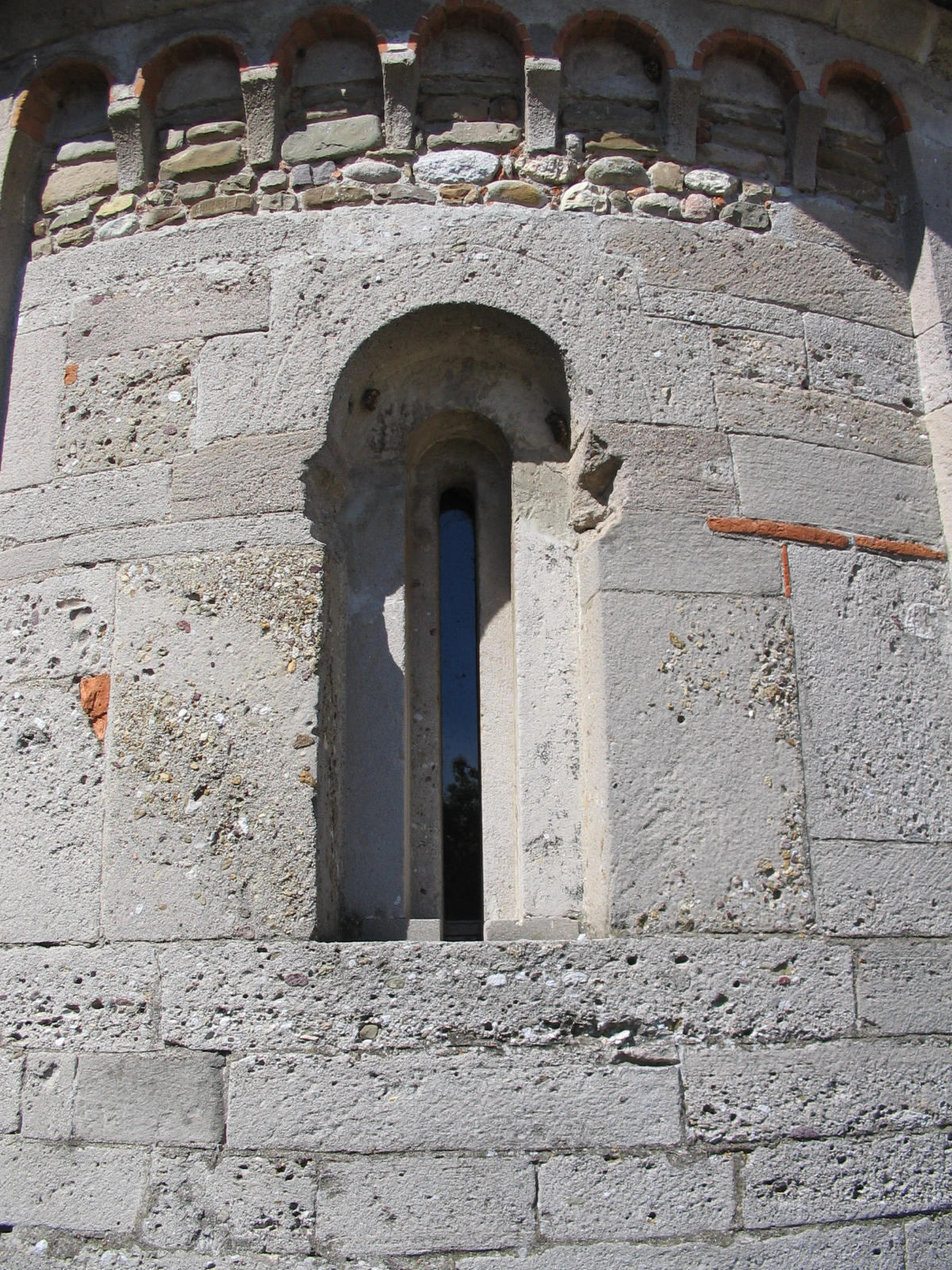
SS Fermo e Rustico

## 備考
- 自転車用タイヤメーカーのヴィットリアが本社を置く。